# Hirofumi Watanabe (Skilangläufer)
Hirofumi Watanabe (* 1968) ist ein ehemaliger japanischer Skilangläufer.

## Werdegang
Watanabe hatte seinen ersten internationalen Erfolg bei der Winter-Universiade 1991 in Sapporo. Dort holte er über 30 km klassisch die Silbermedaille und über 15 km die Goldmedaille. Im selben Jahr wurde er japanischer Meister über 15 km Freistil. Sein erstes von insgesamt 24 Weltcupeinzelrennen lief im Dezember 1991 in Silver Star, das er auf dem 84. Platz über 10 km klassisch beendete. Seine besten Platzierungen bei den nordischen Skiweltmeisterschaften im folgenden Jahr in Falun waren der 16. Platz über 50 km Freistil und der 11. Rang mit der Staffel. Dies war zugleich seine beste Einzelplatzierung im Weltcup. Bei den nordischen Skiweltmeisterschaften 1995 in Thunder Bay belegte er den 63. Platz in der Verfolgung, den 54. Rang über 10 km klassisch und den 48. Platz über 30 km klassisch. In seiner letzten aktiven Saison 1998/99 holte er in Sapporo seinen einzigen Sieg in Continental-Cup und errang bei den nordischen Skiweltmeisterschaften 1999 in Ramsau am Dachstein den 64. Platz über 30 km Freistil und den 14. Rang mit der Staffel.

## Siege bei Continental-Cup-Rennen
| Nr. | Datum          | Ort     | Disziplin      | Serie           |
| --- | -------------- | ------- | -------------- | --------------- |
| 1.  | 8. Januar 1999 | Sapporo | 15 km Freistil | Continental-Cup |